# Абетоне Кутиляно
Абето̀не Кутиля̀но (на италиански: Abetone Cutigliano) е община в Централна Италия, провинция Пистоя, регион Тоскана. Административен център на общината е село Кутиляно (Cutigliano), което е разположено на 678 m надморска височина. Населението на общината е 2058 души (към 2018 г.).
Общината е създадена в 1 януари 2017 г. Тя се състои от предшествуващите общини Абетоне и Кутиляно.